# Liste des monuments historiques de Bourg-en-Bresse

## Statistiques
En 2019, Bourg-en-Bresse compte 34 édifices protégés aux monuments historiques. 6 sont classés au titre des monuments historiques, au moins partiellement, 31 sont inscrits.
Le graphique suivant résume le nombre d'actes de protection par décennies (un même édifice pouvant être concerné par plusieurs actes) :

## Monuments historiques
Cette liste donne un bref aperçu de tous les monuments historiques à la commune de Bourg-en-Bresse.
| Monument                                   | Adresse                                 | Coordonnées                      | Notice         | Protection     | Date           | Illustration                               |
| ------------------------------------------ | --------------------------------------- | -------------------------------- | -------------- | -------------- | -------------- | ------------------------------------------ |
| Ancien hôtel de préfecture de l'Ain        | Rue Bichat                              | 46° 12′ 19″ nord, 5° 13′ 30″ est | « PA00116345 » | Inscrit        | 1947           | Ancien hôtel de préfecture de l'Ain        |
| Le Café français                           | 7 avenue Alsace-Lorraine                | 46° 12′ 16″ nord, 5° 13′ 30″ est | « PA01000033 » | Inscrit        | 2010           | Le Café français                           |
| Chapelle Sainte-Madeleine                  | 41-43 boulevard Paul Bert               | 46° 12′ 08″ nord, 5° 13′ 10″ est | « PA01000036 » | Inscrit        | 2013           | Image manquante Téléverser                 |
| Château de Pennesuyt                       | Route de Ceyzériat                      | 46° 12′ 07″ nord, 5° 15′ 16″ est | « PA00116319 » | Inscrit        | 1987           | Château de Pennesuyt                       |
| Co-cathédrale Notre-Dame de l'Annonciation |                                         | 46° 12′ 21″ nord, 5° 13′ 38″ est | « PA00116321 » | Classé         | 1914           | Co-cathédrale Notre-Dame de l'Annonciation |
| Collège des Jésuites (lycée Lalande)       | 16 rue du Lycée                         | 46° 12′ 07″ nord, 5° 13′ 32″ est | « PA00116320 » | Inscrit Classé | 1950 1983      | Collège des Jésuites (lycée Lalande)       |
| Demeure Hugon                              | 16 rue Gambetta ; rue Victor-Basch      | 46° 12′ 18″ nord, 5° 13′ 36″ est | « PA00116334 » | Classé         | 1940           | Demeure Hugon                              |
| Hôpital                                    | Boulevard de Brou                       | 46° 12′ 03″ nord, 5° 13′ 58″ est | « PA00116322 » | Inscrit        | 1947           | Hôpital                                    |
| Hôtel de Bohan                             | 8 place de l'Hôtel-de-Ville             | 46° 12′ 18″ nord, 5° 13′ 31″ est | « PA00116327 » | Inscrit        | 1943           | Hôtel de Bohan                             |
| Hôtel Marron de Meillonnas                 | 5 rue Teynière                          | 46° 12′ 13″ nord, 5° 13′ 28″ est | « PA00116341 » | Inscrit        | 1942           | Hôtel Marron de Meillonnas                 |
| Hôtel de Loras                             | 13 rue Bourgmayer                       | 46° 12′ 20″ nord, 5° 13′ 21″ est | « PA00116325 » | Inscrit        | 2009           | Hôtel de Loras                             |
| Hôtel de la Teyssonnière                   | 23 rue Bourgmayer                       | 46° 12′ 24″ nord, 5° 13′ 17″ est | « PA00116323 » | Inscrit        | 1947           | Hôtel de la Teyssonnière                   |
| Hôtel de ville                             | Place de l'Hôtel de Ville               | 46° 12′ 19″ nord, 5° 13′ 31″ est | « PA00116324 » | Inscrit        | 1932           | Hôtel de ville                             |
| Immeuble au 20 rue Samaritaine             | 20 rue Samaritaine                      | 46° 12′ 15″ nord, 5° 13′ 40″ est | « PA00116328 » | Inscrit        | 1950           | Immeuble au 20 rue Samaritaine             |
| Immeuble au 10 rue Victor-et-Hélène-Basch  | 10 rue Victor-et-Hélène-Basch           | 46° 12′ 16″ nord, 5° 13′ 36″ est | « PA00116329 » | Inscrit        | 1947 1982 2017 | Immeuble au 10 rue Victor-et-Hélène-Basch  |
| Immeuble au 26 rue Victor-et-Hélène-Basch  | 26 rue Victor-et-Hélène-Basch           | 46° 12′ 14″ nord, 5° 13′ 37″ est | « PA00116330 » | Inscrit        | 1947           | Immeuble au 26 rue Victor-et-Hélène-Basch  |
| Maison au 15 rue Bourgmayer                | 15 rue Bourgmayer                       | 46° 12′ 20″ nord, 5° 13′ 21″ est | « PA00116331 » | Inscrit        | 1947           | Maison au 15 rue Bourgmayer                |
| Maison au 17 rue Bourgmayer                | 17 rue Bourgmayer ; rue des Marronniers | 46° 12′ 21″ nord, 5° 13′ 21″ est | « PA00116332 » | Classé Inscrit | 1977           | Maison au 17 rue Bourgmayer                |
| Maison au 7 rue d'Espagne                  | 7 rue d'Espagne                         | 46° 12′ 17″ nord, 5° 13′ 28″ est | « PA00116333 » | Inscrit        | 1947           | Maison au 7 rue d'Espagne                  |
| Maison au 5 rue Jules-Migonney             | 5 rue Jules-Migonney                    | 46° 12′ 12″ nord, 5° 13′ 35″ est | « PA00116335 » | Inscrit        | 1983           | Maison au 5 rue Jules-Migonney             |
| Maison au 7 rue Jules-Migonney             | 7 rue Jules-Migonney                    | 46° 12′ 12″ nord, 5° 13′ 35″ est | « PA01000050 » | Inscrit        | 2022           | Maison au 7 rue Jules-Migonney             |
| Maison au 12 rue du Maréchal-Foch          | 12 rue du Maréchal-Foch                 | 46° 12′ 19″ nord, 5° 13′ 39″ est | « PA00116336 » | Inscrit        | 1947           | Maison au 12 rue du Maréchal-Foch          |
| Maison au 14 rue du Maréchal-Foch          | 14 rue du Maréchal-Foch                 | 46° 12′ 19″ nord, 5° 13′ 40″ est | « PA00116337 » | Inscrit        | 1947           | Maison au 14 rue du Maréchal-Foch          |
| Maison au 16 rue du Maréchal-Foch          | 16 rue du Maréchal-Foch                 | 46° 12′ 19″ nord, 5° 13′ 40″ est | « PA00116338 » | Inscrit        | 1947           | Maison au 16 rue du Maréchal-Foch          |
| Maison au 30 rue de la République          | 30 rue de la République                 | 46° 12′ 10″ nord, 5° 13′ 40″ est | « PA00116340 » | Inscrit        | 1947           | Maison au 30 rue de la République          |
| Maison au 11 rue Teynière                  | 11 rue Teynière                         | 46° 12′ 13″ nord, 5° 13′ 27″ est | « PA00116342 » | Inscrit        | 1947           | Maison au 11 rue Teynière                  |
| Maison Gorrevod                            | 1 rue du Palais                         | 46° 12′ 17″ nord, 5° 13′ 26″ est | « PA00116339 » | Inscrit Classé | 1927 1974      | Maison Gorrevod                            |
| Maison des Quatre Saisons                  | 7 rue Clavagry                          | 46° 12′ 16″ nord, 5° 13′ 26″ est | « PA00116326 » | Inscrit        | 1947           | Maison des Quatre Saisons                  |
| Monastère royal de Brou                    |                                         | 46° 11′ 53″ nord, 5° 14′ 10″ est | « PA00116318 » | Classé         | 1862 1935 1950 | Monastère royal de Brou                    |
| Monument aux morts                         |                                         | 46° 12′ 11″ nord, 5° 13′ 14″ est | « PA01000047 » | Inscrit        | 2019           | Monument aux morts                         |
| Monument du général Joubert (détruit)      | Avenue Alsace-Lorraine                  | 46° 12′ 08″ nord, 5° 13′ 20″ est | « PA00116343 » | Inscrit        | 1932           | Monument du général Joubert(détruit)       |
| Moulin de Crève-Cœur                       | 13 rue Crève-Cœur                       | 46° 12′ 34″ nord, 5° 13′ 24″ est | « PA01000014 » | Inscrit        | 2005           | Moulin de Crève-Cœur                       |
| Porte des Jacobins                         | Rue de la République                    | 46° 12′ 12″ nord, 5° 13′ 36″ est | « PA00116344 » | Inscrit        | 1927           | Porte des Jacobins                         |
| Statue Xavier Bichat                       | Promenade du Bastion                    | 46° 12′ 25″ nord, 5° 13′ 27″ est | « PA01000042 » | Inscrit        | 2016           | Statue Xavier Bichat                       |
| Théâtre de Bourg-en-Bresse                 | Esplanade de la Comédie                 | 46° 12′ 23″ nord, 5° 13′ 32″ est | « PA00116346 » | Inscrit        | 1975           | Théâtre de Bourg-en-Bresse                 |

## Inventaire général

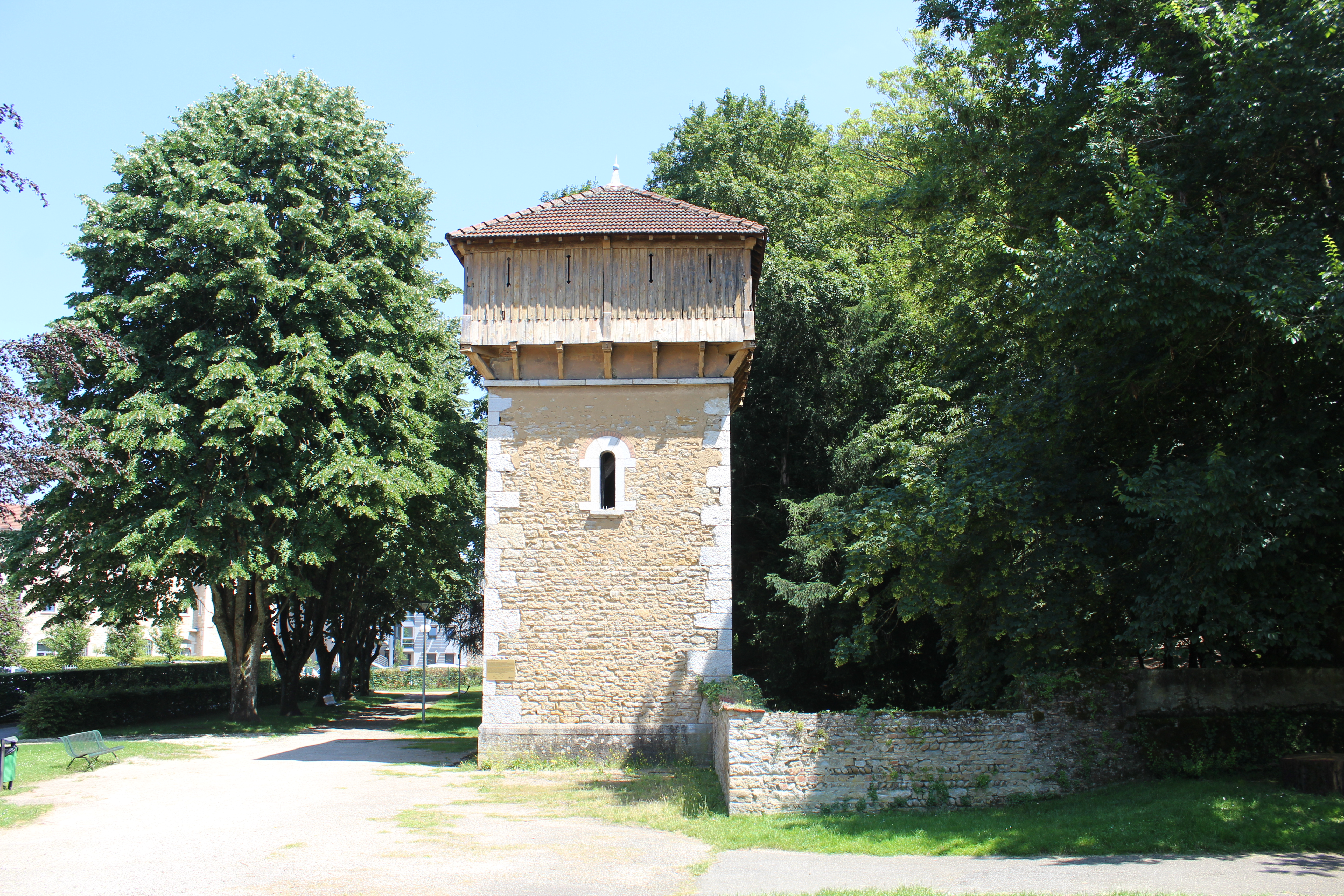
Pigeonnier dans le parc de la Visitation.

Les sites suivants sont inscrits sur la liste des Sites inscrits et classés du ministère de la Culture :
- Jardin de la Chartreuse de Seillon
- Jardin de la Poste
- Jardin du Bastion
- Jardin du Cloître de l'hôpital
- Parc de la Visitation
- Parc de la Préfecture
- Parc des Sardières
- Parc du château de la Garde
- Square Émile-Pélicand